# Lota
Lota je přístavní město nacházející se v regionu Bío-Bío v jižním Chile, asi 39 km od Concepciónu a 539 km jižně od hlavního města Santiaga de Chile.

## Historie města
Město bylo založeno v roce 1662 guvernérem španělské říše Angel de Peredo.
Během 19. století město zažilo ekonomický boom kvůli těžbě uhlí. Zisky umožnily postavit první elektrickou železnici v Chile i první vodní elektrárnu v Chile (a druhou v Jižní Americe).

## Galerie

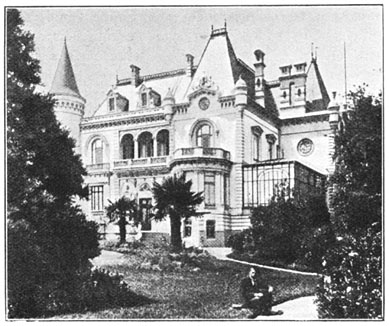
Palác Cousiño
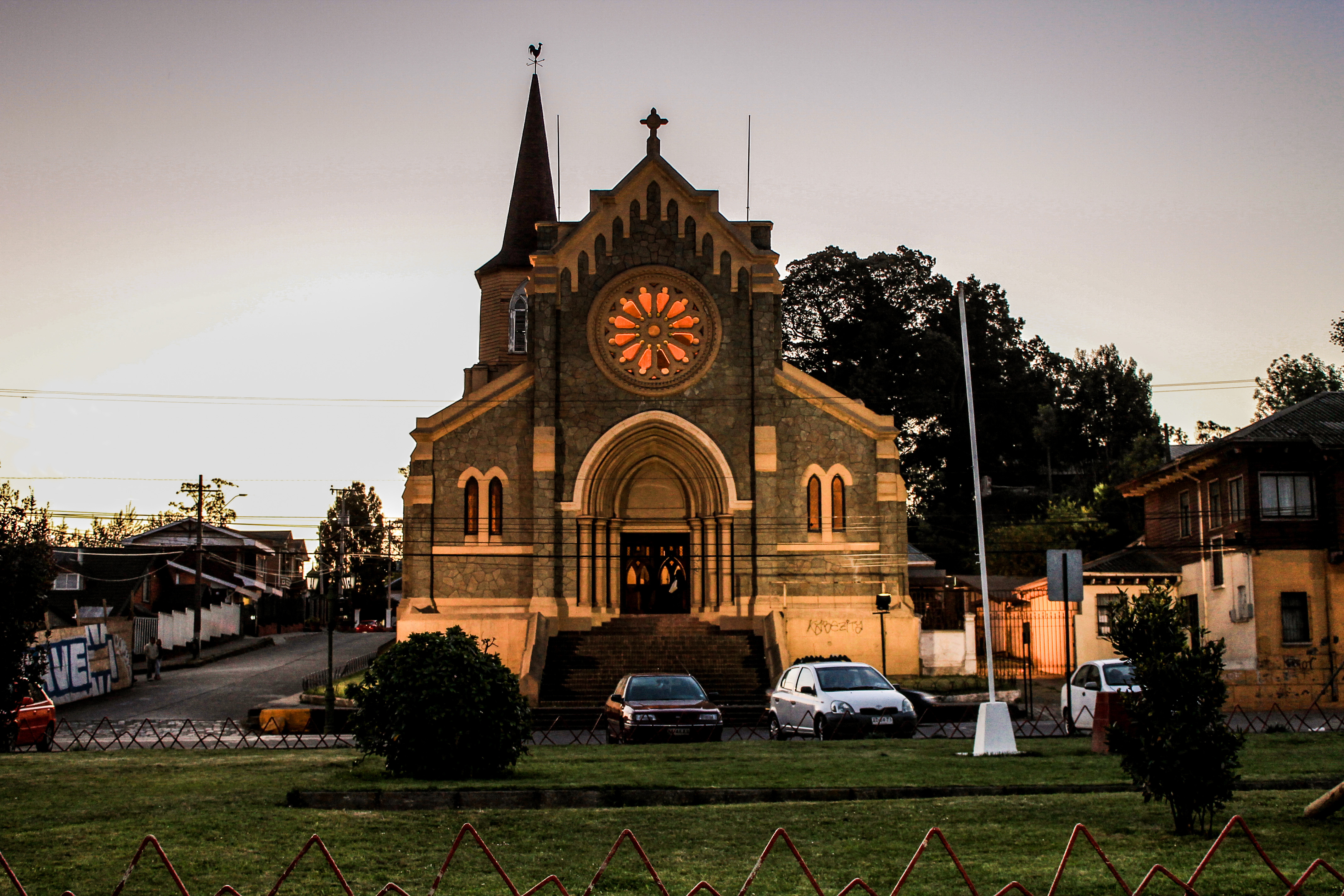
Kostel svatého Matěje postavený v neogotickém stylu
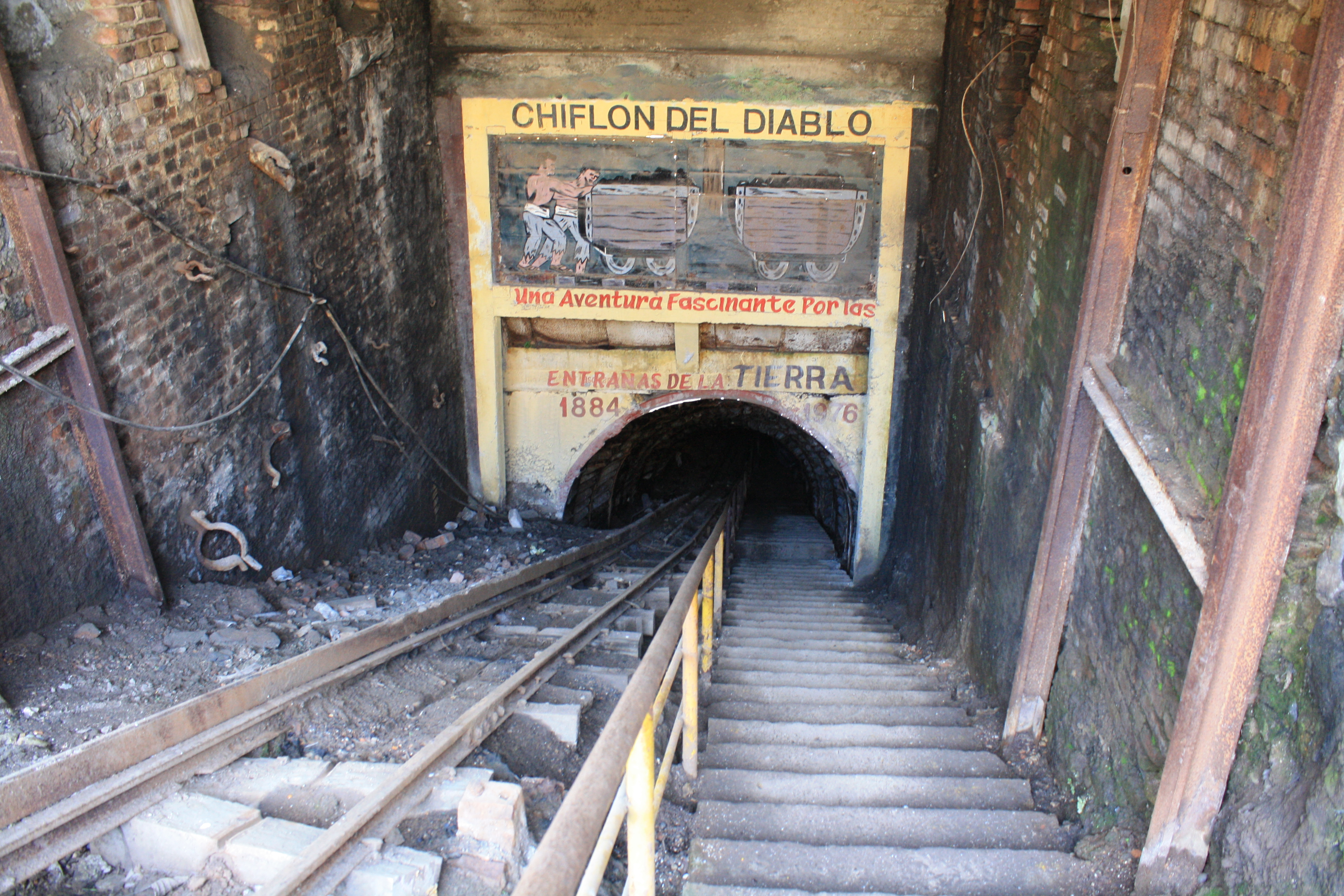
Důlní schodiště
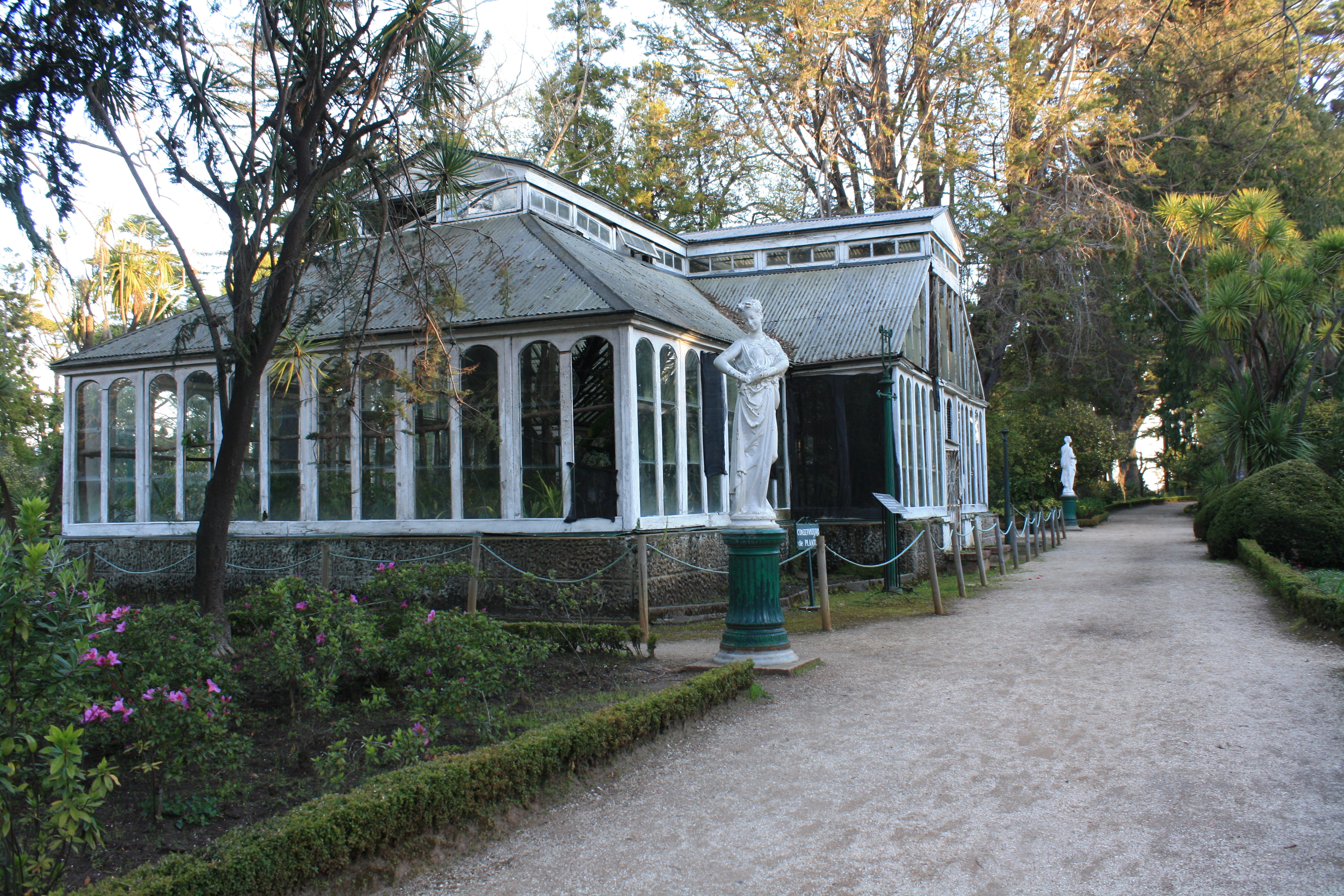
Městský park
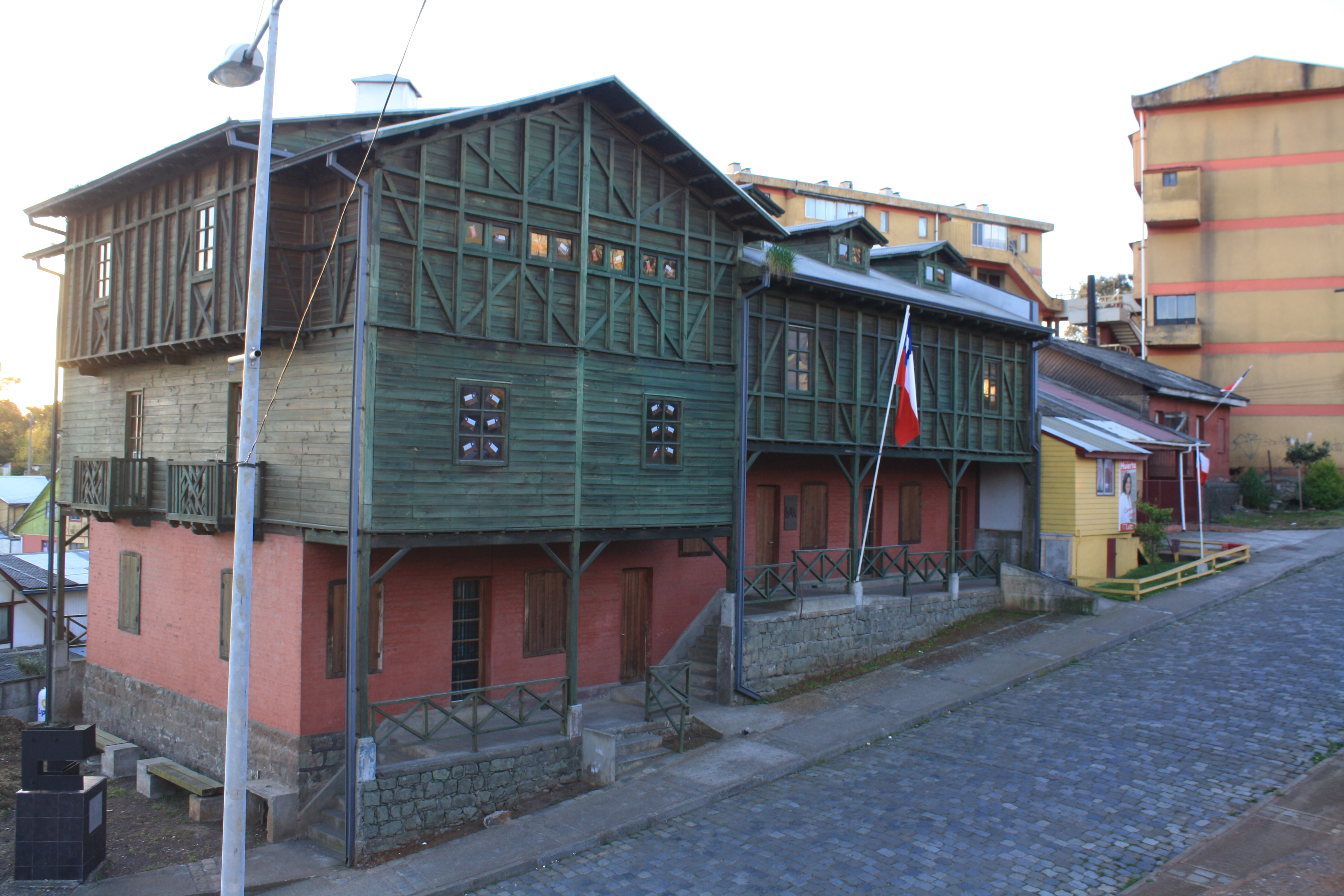
Společný dům pro horníky
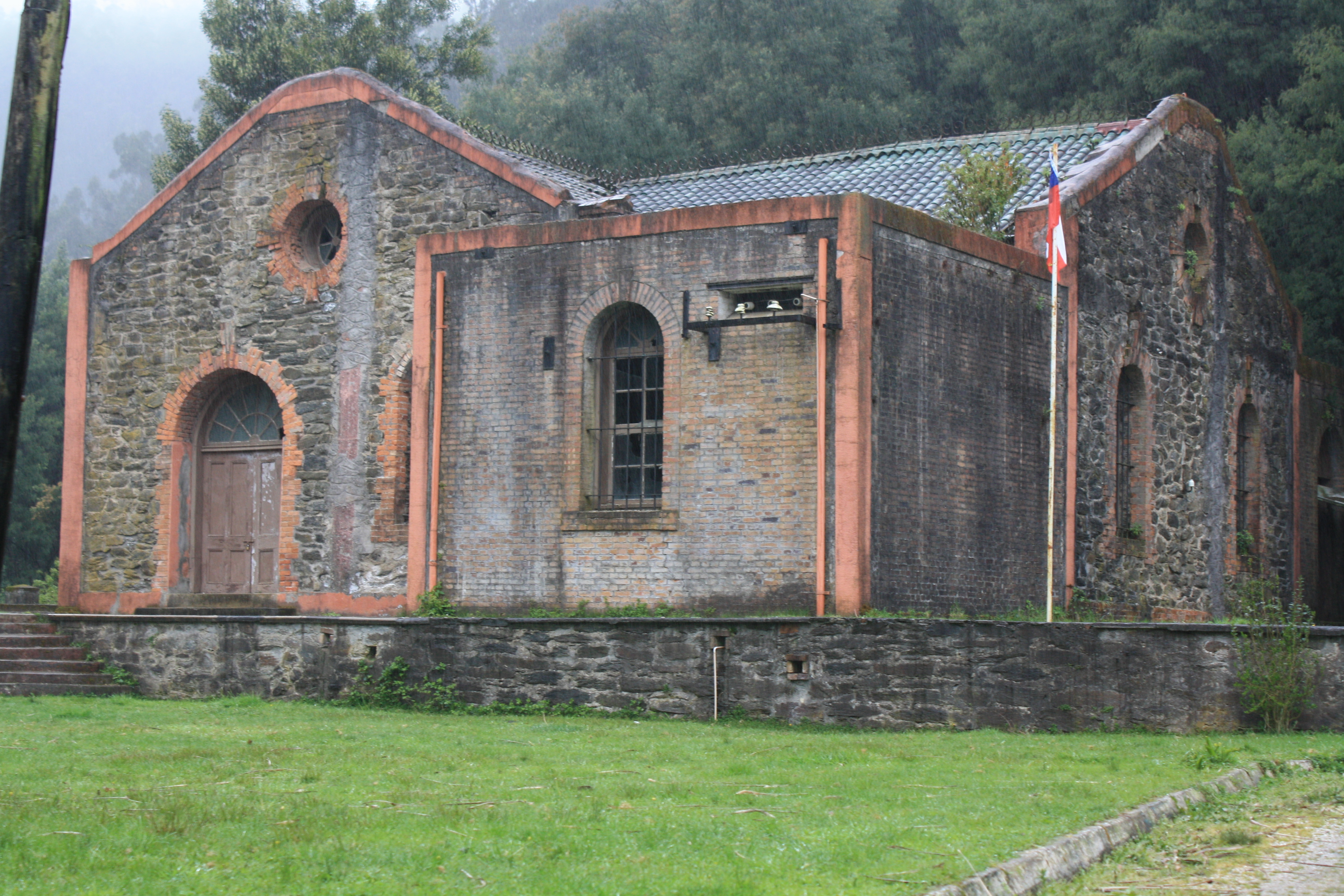
Vodní elektrárna Chivilingo